# NGC 1383
NGC 1383 is een lensvormig sterrenstelsel in het sterrenbeeld Eridanus. Het hemelobject werd op 11 december 1835 ontdekt door de Britse astronoom John Herschel.

## Synoniemen
- ESO 548-53
- MCG -3-10-15
- PGC 13377